# Farwaniya Stadium
Farwaniya Stadium – wielofunkcyjny stadion w mieście Al-Farwanijja (w aglomeracji miasta Kuwejt), w Kuwejcie. Obiekt może pomieścić 14 000 widzów. Swoje spotkania na stadionie rozgrywają piłkarze klubu Al Tadhamon.